# Goldie Hill
Argolda Voncile Hill (Karnes City, 11 gennaio 1933 – Nashville, 24 febbraio 2005) è stata una cantautrice statunitense.

## Biografia
Goldie Hill è salita alla ribalta con il singolo  Let the Stars Get In My Eyes il quale, nel 1952, è stato uno dei primi brani femminili a raggiungere la vetta della Hot Country Songs e le ha donato enorme visibilità in madrepatria. Ha in seguito registrato e pubblicato sei album in studio. Il successo della cantante ha ispirato altre interpreti femminili a tentare la strada del successo nel mondo della musica country.

## Discografia

### Album in studio
- 1960 – Goldie Hill
- 1961 – Lonely Heartaches
- 1962 – According to My Heart
- 1964 – Country Hit Parade
- 1967 – Goldie Hill Sings Again
- 1968 – Country Gentleman's Lady

### Singoli
- 1952 – Why Talk to My Heart
- 1952 – I Let the Stars Get In My Eyes
- 1953 – I'm Yvonne (On the Bayou)
- 1953 – My Love Is Flame
- 1953 – Let Me Be the One
- 1954 – Liquor and Women
- 1954 – Young at Heart
- 1954 – Looking Back to See (con Justin Tubb)
- 1954 – Cry, Cry Darling
- 1954 – Treat Me Kind
- 1954 – Sure Fire Kisses (con Justin Tubb)
- 1955 – Are You Mine (con Red Sovine)
- 1955 – Why Don't You Let Me Go
- 1955 – Steel Guitar
- 1956 – Sample My Kissin'
- 1956 – Footsteps
- 1957 – Wasted Love Affair
- 1957 – Till I Said It to You
- 1959 – Yankee Go Home
- 1959 – Honky Tonk Music (con Red Sovine)
- 1960 – Living Aline
- 1960 – Baby Blue
- 1961 – It's a Lovely, Lovely World
- 1961 – Lonely Heartaches
- 1961 – Live for Tomorrow
- 1962 – I'm Afraid
- 1962 – Little Boy Blue
- 1963 – Baby Go Slow
- 1963 – I'm Gonna Bring You Down
- 1963 – Closer
- 1964 – Don't Let Him
- 1964 – Three's a Crowd
- 1967 – There's Gotta Be More to Life (Than Lovin' a Man)
- 1968 – Lovable Fool
- 1968 – Got Me Sumpin' Goin'